# Battling Baker Brothers
Battling Baker Brothers is een aflevering van de Amerikaanse dramaserie Tour of Duty.

## Synopsis
From 1965 to 1973, 15,000 eligible American youth avoided the draft.

(Van 1965 tot 1973 weigerden 15,000 geschikte Amerikaanse jongeren de dienstplicht.)

## Plot
Het peloton is verrast als blijkt dat Sld. Baker een tweelingbroer heeft. Wanneer deze opduikt op dezelfde basis als het peloton blijkt dat de twee elkaar niet kunnen uitstaan. Wanneer een dag later de helikopter neerstort waar zijn broer in zat besluit Sld. Baker om zijn broer te gaan zoeken. Tijdens zijn zoektocht wordt hij gevangengenomen door de Vietcong.

## Muziek
| Artiest         | Nummer       |
| --------------- | ------------ |
| The Shirelles   | Soldier Boy  |
| The Temptations | My Girl      |
| The Beach Boys  | I Get Around |

Seizoen 1: Pilot · Notes from the Underground · Dislocations · War Lover · Sitting Ducks · Burn Baby, Burn · Brothers, Fathers, and Sons · The Good, the Bad, and the Dead · Battling Baker Brothers · Nowhere to Run · Roadrunner · Pushin' Too Hard · USO Down · Under Siege · Soldiers · Gray-Brown Odyssey · Blood Brothers · The Short Timer · Paradise Lost · Angel of Mercy · The Hill

Seizoen 2: Saigon: Part 1 · Saigon: Part 2 · For What It's Worth · True Grit · Non-Essential Personnel · Sleeping Dogs · I Wish It Would Rain · Popular Forces · Terms of Enlistment · Nightmare · Promised Land · Lonesome Cowboy Blues · Sins of the Fathers · Sealed with a Kiss · Hard Stripe · The Volunteer

Seizoen 3: The Luck · Doc Hock · The Ties That Bind · Lonely at the Top · A Bodyguard of Lies · A Necessary End · Cloud Nine · Thanks for the Memories · I Am What I Am · World in Changes · Green Christmas · Odd Man Out · And Make Death Proud to Take Us · Dead Man Tales · Road to Long Binh · Acceptable Losses · Vietnam Rag · War Is a Contact Sport · Three Cheers for the Orange, White and Blue · The Raid · Payback